# Alternaria scorzonerae
Alternaria scorzonerae är en svampart som först beskrevs av Aderh., och fick sitt nu gällande namn av Loer. 1984. Alternaria scorzonerae ingår i släktet Alternaria och familjen Pleosporaceae.   Inga underarter finns listade i Catalogue of Life.